# Onilahy
L'Onilahy è un fiume che scorre nel Madagascar meridionale (Provincia di Toliara).
È uno dei fiumi più grandi dell'isola. Nasce dalle colline vicine a Betroka e scorre verso ovest sino a sfociare nel Canale del Mozambico.
Lungo il suo cammino attraversa aree ricche di biodiversità, con piante endemiche come la palma Dypsis onilahensis, lembi di foresta pluviale popolata da diverse specie di lemuri (tra cui Lepilemur petteri, Lepilemur wrighti, endemici dell'area), stretti canyon di roccia rossa, risaie, e tradizionali villaggi delle etnie Sakalava e Mahafaly.
Nelle acque del fiume vive il pesce Ptychochromis onilahy, della famiglia dei Ciclidi, endemico di questo corso d'acqua.